# Mùa giải quần vợt năm 2008 của Rafael Nadal
Mùa giải quần vợt năm 2008 của Rafael Nadal chính thức bắt đầu vào ngày 1 tháng 1 năm 2008. Đây được coi là một trong những mùa giải hay nhất của Nadal: anh giành tổng cộng tám danh hiệu trong năm 2008, trong đó có hai danh hiệu Grand Slam và một huy chương vàng Olympic. Ngoài ra, Nadal còn giành ba danh hiệu Masters — Monte-Carlo, Hamburg, và Toronto. Chuỗi 32 trận thắng của Nadal trong năm 2008 là chuỗi trận thắng trên ba mặt sân dài nhất trong lịch sử quần vợt. Anh vô địch Giải quần vợt Pháp Mở rộng với không một set nào để thua và chỉ để thua 41 game, là một trong những màn trình diễn toàn diện nhất mọi thời đại ở một giải Grand Slam. Nadal cũng vô địch Wimbledon, đánh bại đương kim vô địch Roger Federer trong trận đấu được công nhận rộng rãi là trận đấu quần vợt hay nhất trong lịch sử. Anh sau đó cũng giành huy chương vàng Olympic tại Bắc Kinh, và có lần đầu tiên lên vị trí số 1 thế giới sau 160 tuần liên tiếp giữ vị trí số 2. Nadal giữ nguyên thứ hạng này trong phần còn lại của mùa giải, qua đó có lần đầu tiên kết thúc năm với vị trí số 1 trong sự nghiệp.

## Tóm tắt năm
Nadal khởi đầu mùa giải với vị trí á quân tại thành phố Chennai của Ấn Độ. Sau đó, anh tham dự giải Grand Slam đầu tiên trong năm, Giải quần vợt Úc Mở rộng. Nadal đã vượt qua năm vòng đầu tiên trước khi để thua bất ngờ sau ba set trước tay vợt người Pháp Jo-Wilfried Tsonga ở vòng bán kết. Nadal sau đó sa sút phong độ, chỉ thắng ba trong năm trận, và sáu trong chín trận tiếp theo. Nadal giành vị trí á quân thứ hai trong năm tại Miami, thua trước Nikolay Davydenko. Nadal sau đó giành danh hiệu Monte-Carlo Masters thứ 4 liên tiếp, chỉ để thua 29 game trong 5 trận. Anh tiếp tục vô địch giải đấu thứ hai trong năm tại Barcelona Open Banco Sabadell. Chuỗi 10 trận thắng liên tiếp của Nadal kết thúc khi tay vợt đồng hương Juan Carlos Ferrero đánh bại anh ở vòng 2 của giải Rome Masters, nơi Nadal đang là đương kim vô địch. Nadal sau đó lấy lại phong độ và bắt đầu chuỗi 32 trận thắng liên tiếp trên cả sân đất nện, sân cỏ, và sân cứng, đây là chuỗi trận thắng dài nhất diễn ra trên ba mặt sân trong lịch sử quần vợt. Anh giành danh hiệu Hamburg Masters đầu tiên vào tháng 5, và tiếp tục có một màn trình diễn xuất sắc để giành danh hiệu Pháp Mở rộng thứ 4 liên tiếp, chỉ để thua 4 game trong trận chung kết. Chuỗi trận thắng của Nadal tiếp tục với danh hiệu sân cỏ đầu tiên của anh tại Queen's Club ở Luân Đôn, và sau đó là chức vô địch Wimbledon đầu tiên trong sự nghiệp, nơi anh đánh bại Federer trong trận đấu được coi là hay nhất nhất trong lịch sử quần vợt. Nadal tiếp tục giành danh hiệu Masters thứ 3 và danh hiệu sân cứng đầu tiên trong năm tại Toronto. Chuỗi trận thắng của anh kết thúc ở vòng bán kết Cincinnati Masters, nơi anh để thua trước Novak Djokovic. Nadal sau đó tham dự Thế vận hội Mùa hè tại Bắc Kinh, nơi anh giành huy chương vàng Olympic đầu tiên trong sự nghiệp. Chiến thắng này cũng đưa Nadal lên vị trí số 1 bảng xếp hạng lần đầu tiên trong sự nghiệp. Nadal sau đó vào vòng bán kết giải Grand Slam cuối cùng trong năm tại Giải quần vợt Mỹ Mở rộng, trước khi để thua Andy Murray sau bốn set đấu căng thẳng. Sau đó, anh giúp Tây Ban Nha lọt vào trận chung kết Davis Cup, giành chiến thắng trước Sam Querrey và Andy Roddick. Nadal kết thúc năm với vị trí số #1 thế giới.

### Mùa giải sân cứng mùa xuân

#### Chennai Open
Nadal bắt đầu năm tại giải Chennai Open ở Chennai, Ấn Độ. Nadal đánh bại Carlos Moyá ở vòng bán kết trong trận đấu ba set dài nhất lịch sử tại thời điểm đó, 6–7(3), 7–6(8), 7–6(1), kéo dài 3 tiếng 54 phút. Tuy nhiên, Nadal để thua trong trận chung kết trước Mikhail Youzhny 6–0, 6–1.

#### Giải quần vợt Úc Mở rộng
Nadal tham dự giải đấu thứ hai trong năm tại Giải quần vợt Úc Mở rộng. Nadal đã thể hiện một phong độ vượt trội khi anh không để thua một set cho đến khi anh bị tay vợt số 38 thế giới khi đó Jo-Wilfried Tsonga gây sốc ở vòng bán kết. Anh đánh bại Viktor Troicki ở vòng 1 với tỷ số 7–6(3), 7–5, 6–1. Anh tiếp tục đánh bại tay vợt người Pháp Florent Serra, 6–0, 6–2, 6–2. Ở vòng 3, anh đánh bại một tay vợt người Pháp khác, Gilles Simon, 7–5, 6–2, 6–3. Ở vòng 1/16, anh đánh bại tay vợt người Pháp thứ ba của giải đấu, Paul-Henri Mathieu, sau khi Mathieu bỏ cuộc khi anh đang bị Nadal dẫn 4–6, 0–3. Ở vòng tứ kết, anh đánh bại Jarkko Nieminen, 7–5, 6–3, 6–1. Hành trình của Nadal kết thúc khi tay vợt người Pháp Jo-Wilfried Tsonga đánh bại anh với tỷ số 6–2, 6–3, 6–2.

#### ABN AMRO World Tennis Tournament
Nadal sau đó tham dự giải đấu trong nhà đầu tiên của anh trong năm tại Rotterdam Open, Hà Lan. Nadal đánh bại Dmitry Tursunov 6–4, 6–4 ở vòng 1 trước khi để thua 6–3, 3–6, 4–6 trước tay vợt người Ý Andreas Seppi.

#### Dubai Tennis Championships
Nadal tiếp tục tham dự giải Dubai Open, nơi anh từng là nhà vô địch vào năm 2006 khi anh vượt qua Roger Federer trong trận chung kết, 2–6, 6–4, 6–4. Tuy nhiên, lần này, màn trình diễn của anh không mấy ấn tượng khi anh để thua ở vòng tứ kết trước tay vợt số 6 thế giới người Mỹ Andy Roddick. Trước đó, Nadal đã phải lội ngược dòng ở vòng 1 trước Philipp Kohlschreiber với tỷ số 3–6, 6–1, 6–4. Anh thắng tay vợt số 171 thế giới Mikhail Ledovskikh 6–4, 6–0, trước khi thua ở vòng tứ kết trước Roddick, 6–7(5), 2–6.

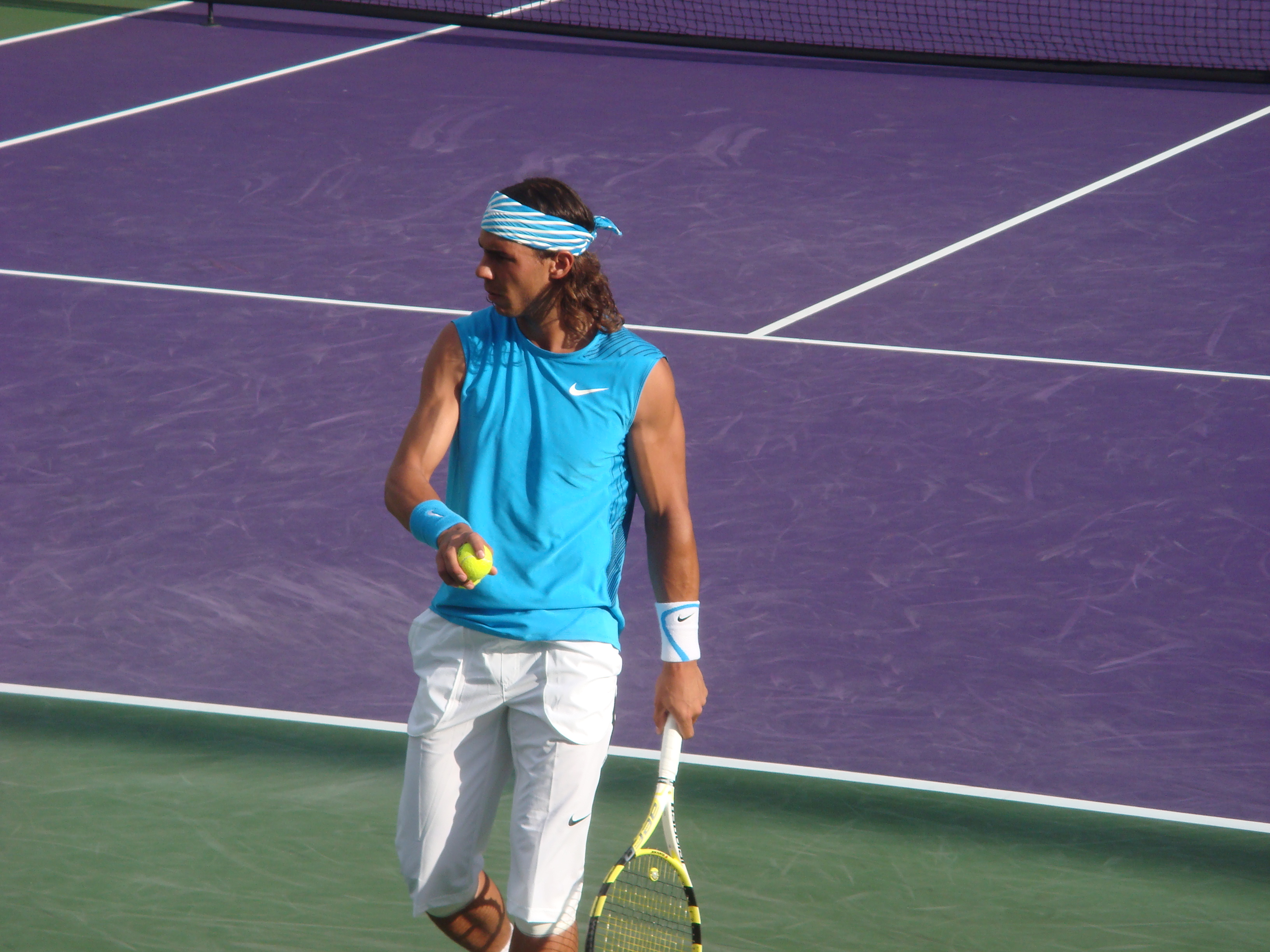
Rafael Nadal tại Sony Ericsson Open 2008

#### Pacific Life Open
Ở giải Masters Series đầu tiên trong năm, Nadal đã có màn trình diễn ổn định để vào vòng bán kết. Anh đánh bại tay vợt người Colombia Santiago Giraldo ở vòng 2 với tỷ số 6–3, 6–3, trước khi đánh bại tay vợt người Mỹ Donald Young ở vòng 3 với tỷ số 6–1, 6–3. Nadal sau đó đã lội ngược dòng để giành chiến thắng trước Jo-Wilfried Tsonga với tỷ số 6–7(4), 7–6(3), 7–5. Nadal tiếp tục vượt qua tay vợt số 9 thế giới James Blake ở vòng tứ kết sau ba set – 7–5, 3–6, 6–3. Ở vòng bán kết, anh để thua trước tay vợt số 3 thế giới Novak Djokovic, 3–6, 2–6.

#### Sony Ericsson Open
Nadal lọt vào trận chung kết giải Miami Masters thứ hai trong sự nghiệp. Anh đánh bại tay vợt người Đức Benjamin Becker 7–5, 6–2 ở vòng 2, và lại đánh bại một tay vợt người Đức khác, Nicolas Kiefer ở vòng 3 với tỷ số 6–2, 6–4. Nadal đánh bại James Blake lần thứ hai trong hai tuần ở vòng tứ kết, trước khi vượt qua tay vợt người Cộng hòa Séc Tomáš Berdych ở vòng bán kết, 7–6(6), 6–2. Cuối cùng, Nadal để thua trong trận chung kết trước Nikolay Davydenko với tỷ số 4–6, 2–6.
Nadal sau đó đánh bại Kiefer một lần nữa tại vòng tứ kết Davis Cup Nhóm Thế giới, 7–6(5), 6–0, 6–3.

### Mùa giải sân đất nện châu Âu

#### Monte-Carlo Rolex Masters
Nadal trở lại với mặt sân sở trường của anh, sân đất nện đỏ. Một màn trình diễn xuất sắc trên mặt sân đất nện đỏ sẽ tiếp cho anh thêm động lực trong năm. Nadal giành danh hiệu Monte Carlo Masters thứ 4 liên tiếp. Anh chỉ để thua 29 game trong 5 trận. Nadal được miễn vào vòng 2, nơi anh đánh bại tay vợt người Croatia Mario Ančić 6–0, 6–3. Nadal sau đó vượt qua tay vợt đồng hương và cựu số 1 thế giới Juan Carlos Ferrero ở vòng 3, 6–4, 6–1. Ở vòng tứ kết, Nadal đánh bại tay vợt số 5 thế giới David Ferrer 6–1, 7–5. Nadal sau để thua 5 game trong trận thắng thuyết phục ở vòng bán kết trước tay vợt người Nga Nikolay Davydenko, trước khi đánh bại nốt kình địch Roger Federer 7–5, 7–5 trong trận chung kết để giành danh hiệu Masters thứ 10 trong sự nghiệp.

#### Open Sabadell Atlántico Barcelona
Nadal tham dự giải Barcelona Open với tư cách là hạt giống số 1 của giải đấu. Nadal đã vô địch giải đấu với chỉ để thua duy nhất một set, và kéo dài chuỗi trận thắng của anh lên thành 10 trận. Anh đánh bại một loạt các tay vợt trong top-50 cho đến vòng bán kết, bao gồm Potito Starace, tay vợt đồng hương Feliciano López và tay vợt người Argentina Juan Ignacio Chela. Sau đó, anh tiếp tục đánh bại tay vợt số 85 thế giới Denis Gremelmayr, 6–1, 6–0, trước khi vô địch giải đấu bằng trận thắng trước David Ferrer lần thứ hai trong hai tuần với tỷ số 6–1, 4–6, 6–1.

#### Internazionali BNL d'Italia
Nadal tham dự giải đấu ở thủ đô nước Ý với tư cách là đương kim vô địch. Tuy nhiên, anh thua ở vòng 2 trước Juan Carlos Ferrero, 5–7, 1–6. Trận thua này đã kết thúc chuỗi 16 trận thắng liên tiếp ở giải Rome Masters của anh.

#### Hamburg Masters
Nadal có lần đầu tiên vô địch giải đấu ở thành phố Hamburg của Đức, bắt đầu chuỗi 32 trận thắng liên tiếp của anh kéo dài đến giải Cincinnati Masters vào tháng 8. Nadal đánh bại Potito Starace ở vòng 2 lần thứ hai trong tháng. Anh tiếp tục giành chiến thắng dễ dàng ở vòng 3 trước Andy Murray trước khi đánh bại Carlos Moyá lần thứ hai trong mùa giải với tỷ số 6–1, 6–3. Sau đó, Nadal đã phải trải qua hai trận đấu khó khăn liên tiếp, nhưng đều giành được chiến thắng. Anh đánh bại tay vợt số 3 thế giới Novak Djokovic 7–5, 2–6, 6–2 ở vòng bán kết. Trong trận chung kết, anh vượt qua Roger Federer với tỷ số 7–5, 6–7(3), 6–3.

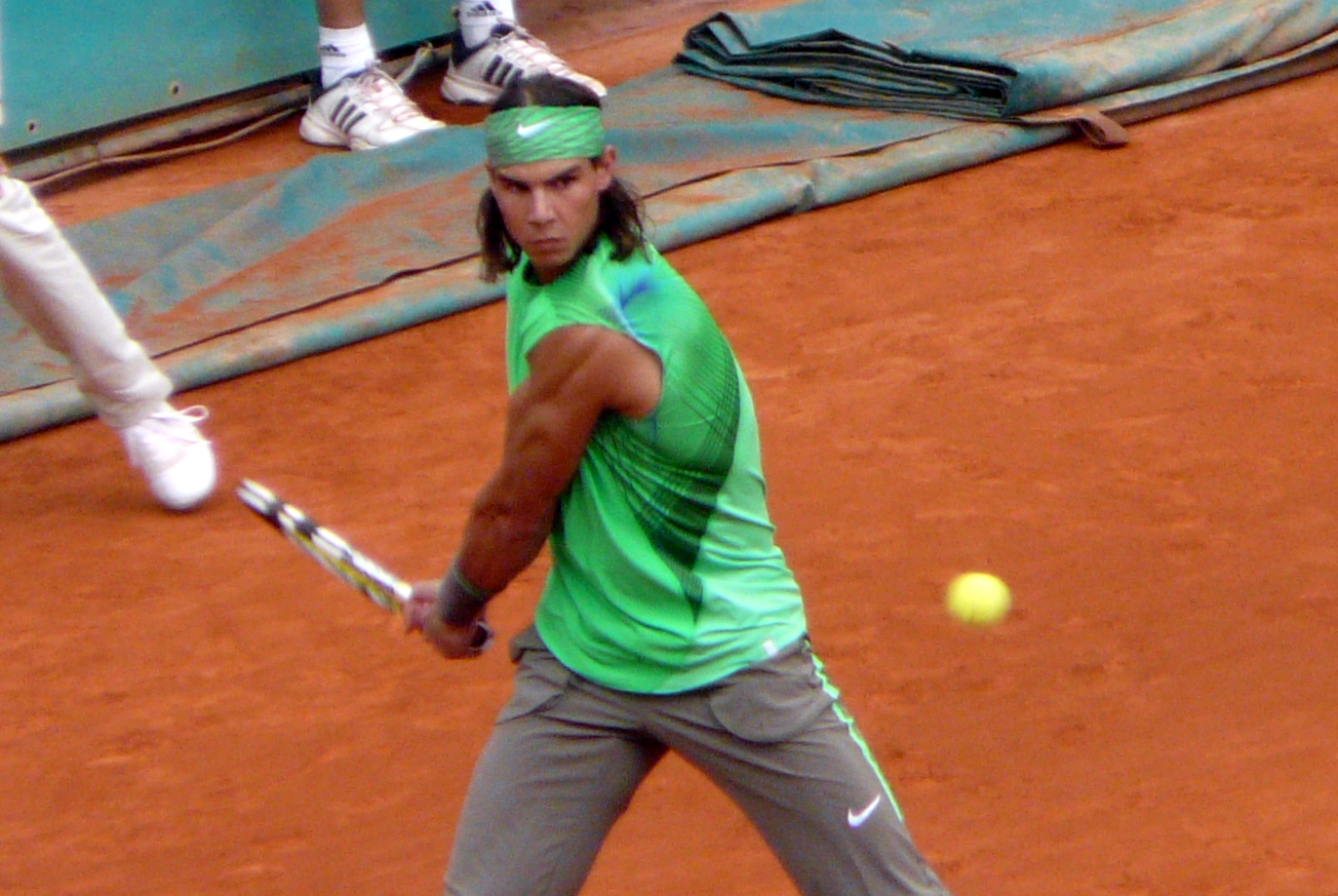
Nadal đánh một cú trái tay tại Giải quần vợt Pháp Mở rộng 2008

#### Roland Garros
Nadal sau đó tham dự Giải quần vợt Pháp Mở rộng với tư cách là đương kim vô địch. Màn trình diễn của Nadal tại Giải quần vợt Pháp Mở rộng 2008 được coi là một trong những màn trình diễn hay nhất mọi thời đại ở một giải Grand Slam. Nadal không để thua bất kỳ một set nào trong suốt giải đấu, và chỉ để thua 41 game trên hành trình giành danh hiệu Pháp Mở rộng thứ 4 liên tiếp. Nadal đánh bại tay vợt người Brazil Thomaz Bellucci ở vòng 1 với chỉ để thua 9 game. Anh tiếp tục vượt qua tay vợt người Pháp Nicolas Devilder ở vòng 2, và tay vợt người Phần Lan Jarkko Nieminen ở vòng 3, với chỉ để thua 10 game trong cả hai trận đấu. Nadal sau đó đánh bại hai tay vợt đồng hương Fernando Verdasco và Nicolás Almagro với chỉ để thua 6 game. Ở vòng bán kết, Nadal trải qua trận đấu khó khăn nhất giải đấu, đánh bại Novak Djokovic 6–4, 6–2, 7–6(3) để lọt vào trận chung kết. Trong trận chung kết, Nadal đánh bại tay vợt số 1 thế giới Roger Federer lần thứ ba liên tiếp trong năm, 6–1, 6–3, 6–0.

### Mùa giải sân cỏ

#### Queen's Club Championships
Nadal tham dự giải Queen's Club để khởi động cho Wimbledon. Tại thời điểm đó, Nadal đang trong chuỗi 12 trận thắng liên tiếp và khi giải đấu kết thúc, anh đã nâng mạch trận thắng lên thành 17 trận. Nadal đánh bại tay vợt người Thụy Điển Jonas Björkman ở vòng 2, trước khi đánh bại Kei Nishikori sau ba set ở vòng 3 và Ivo Karlović sau ba set trong loạt tie-break sets ở vòng tứ kết. Nadal tiếp tục vượt qua Andy Roddick 7–5, 6–4 ở vòng bán kết. Trong trận chung kết, anh đánh bại Novak Djokovic lần thứ ba trong năm để giành danh hiệu sân cỏ đầu tiên trong sự nghiệp.

#### Giải quần vợt Wimbledon

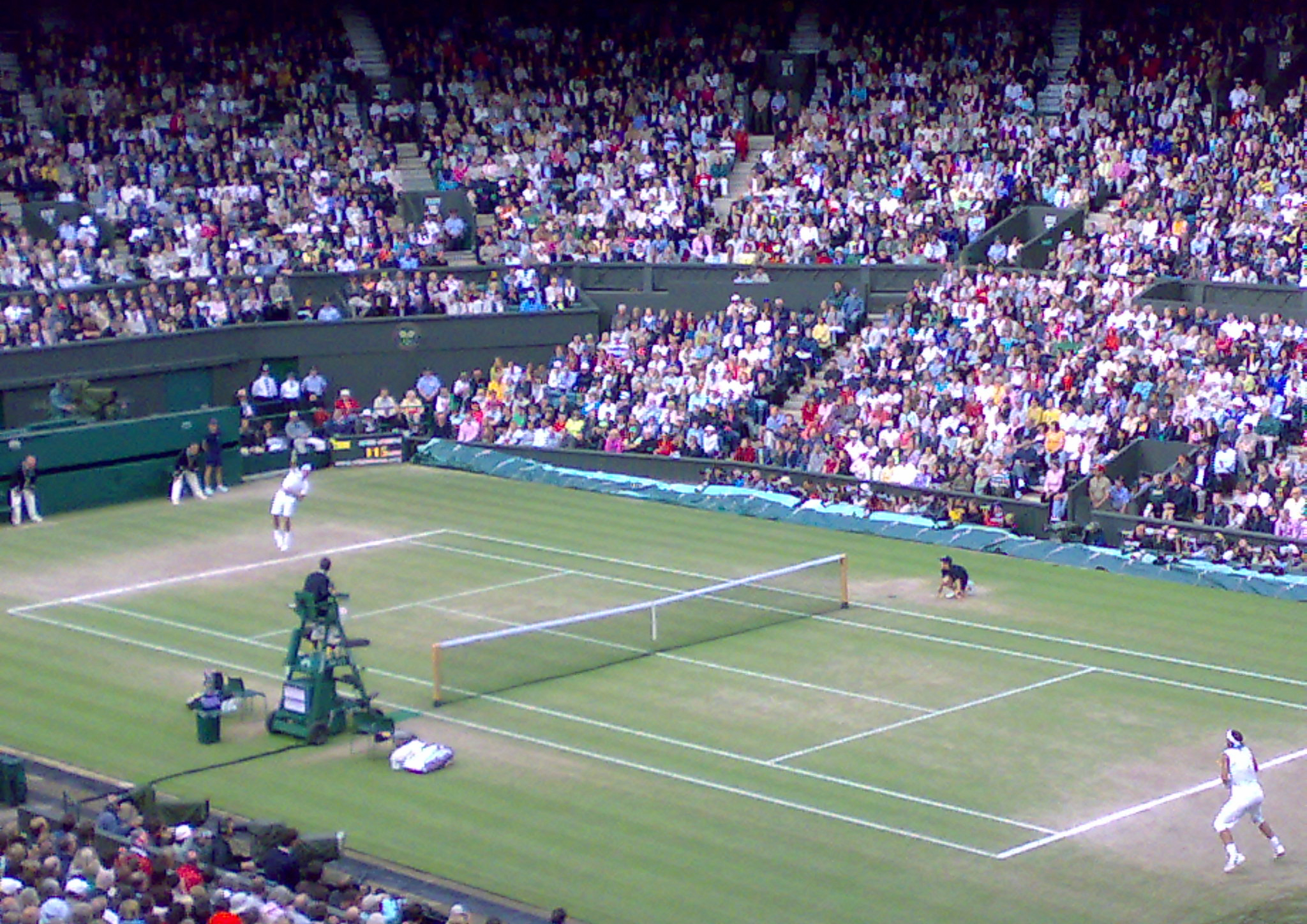
Trận chung kết Wimbledon 2008 giữa Federer và Nadal

Nadal tham dự Giải quần vợt Wimbledon 2008 với tư cách là đương kim á quân. Lúc này, anh đang có chuỗi 17 trận thắng liên tiếp. Nadal đã thua hai trận chung kết Wimbledon gần nhất trước Roger Federer, bao gồm trận chung kết năm 2007, trận đấu được coi là một trong những trận đấu hay nhất. Nadal đánh bại tay vợt người Đức Andreas Beck ở vòng 1. Sau đó, anh đã phải trải qua một trận đấu căng thẳng ở vòng 2 trước tay vợt người Latvia Ernests Gulbis. Ở ba vòng tiếp theo, Nadal đều dễ dàng vượt qua trước các đối thủ Nicolas Kiefer, 7–6(3), 6–2, 6–3, tay vợt người Nga Mikhail Youzhny, 6–3, 6–3, 6-1 và Andy Murray, 6–3, 6–2, 6–4. Nadal tiếp tục đánh bại Rainer Schüttler 6–1, 7–6(3), 6–4 ở vòng bán kết để có lần thứ ba liên tiếp lọt vào trận chung kết Wimbledon. Tại đây, đối thủ của anh vẫn là đương kim vô địch Roger Federer. Nadal sau đó đã chơi trận đấu được coi là vĩ đại nhất trong lịch sử quần vợt, đánh bại Federer trong trận đấu kéo dài 4 tiếng 48 phút, 6–4, 6–4, 6–7(5), 6–7(8), 9–7. Đây là danh hiệu Grand Slam đầu tiên ngoài Pháp Mở rộng của Nadal, và là Grand Slam thứ 5 trong sự nghiệp. Trận đấu đáng chú ý vì những loạt bóng bền dài và những cú đánh quyết định được thực hiện vào những thời điểm quan trọng. Federer đã cứu hai match point trong loạt tie-break ở set bốn, nhưng cuối cùng đã chịu khuất phục ở match-point thứ 4 của Nadal.

### Mùa giải sân cứng mùa hè

#### Rogers Cup

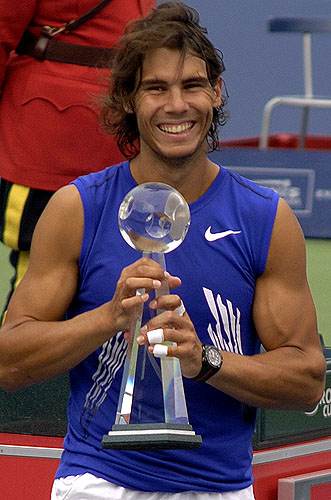
Nadal cầm chiếc cúp vô địch Rogers Cup 2008

Nadal tiếp tục chuỗi trận ấn tượng tại giải Toronto Masters ở Toronto, Canada. Anh được miễn vào vòng 2, nơi anh vượt qua Jesse Levine với tỷ số 6–4, 6–2. Ở vòng 3, Nadal đánh bại tay vợt người Nga Igor Andreev 6–2, 7–6(1). Nadal sau đó đối đầu với Richard Gasquet ở vòng tứ kết. Anh để thua set đầu trong một loạt tie-break dài với tỷ số 6–7(12–14). Tuy nhiên, anh đã lội ngược dòng trước Gasquet ở hai set tiếp theo với tỷ số 6–2, 6–1. Ở vòng bán kết, Nadal đối đầu với Andy Murray. Nadal vượt qua tay vợt người Anh Quốc với tỷ số 7–6, 6–3, để lọt vào trận chung kết sân cứng thứ ba trong năm. Tại đây, anh đối đầu với tay vợt người Đức Nicolas Kiefer. Nadal đánh bại Kiefer 6–3, 6–2 để giành danh hiệu sân cứng đầu tiên trong năm và kéo dài chuỗi trận thắng lên 29 trận.

#### Western & Southern Financial Open

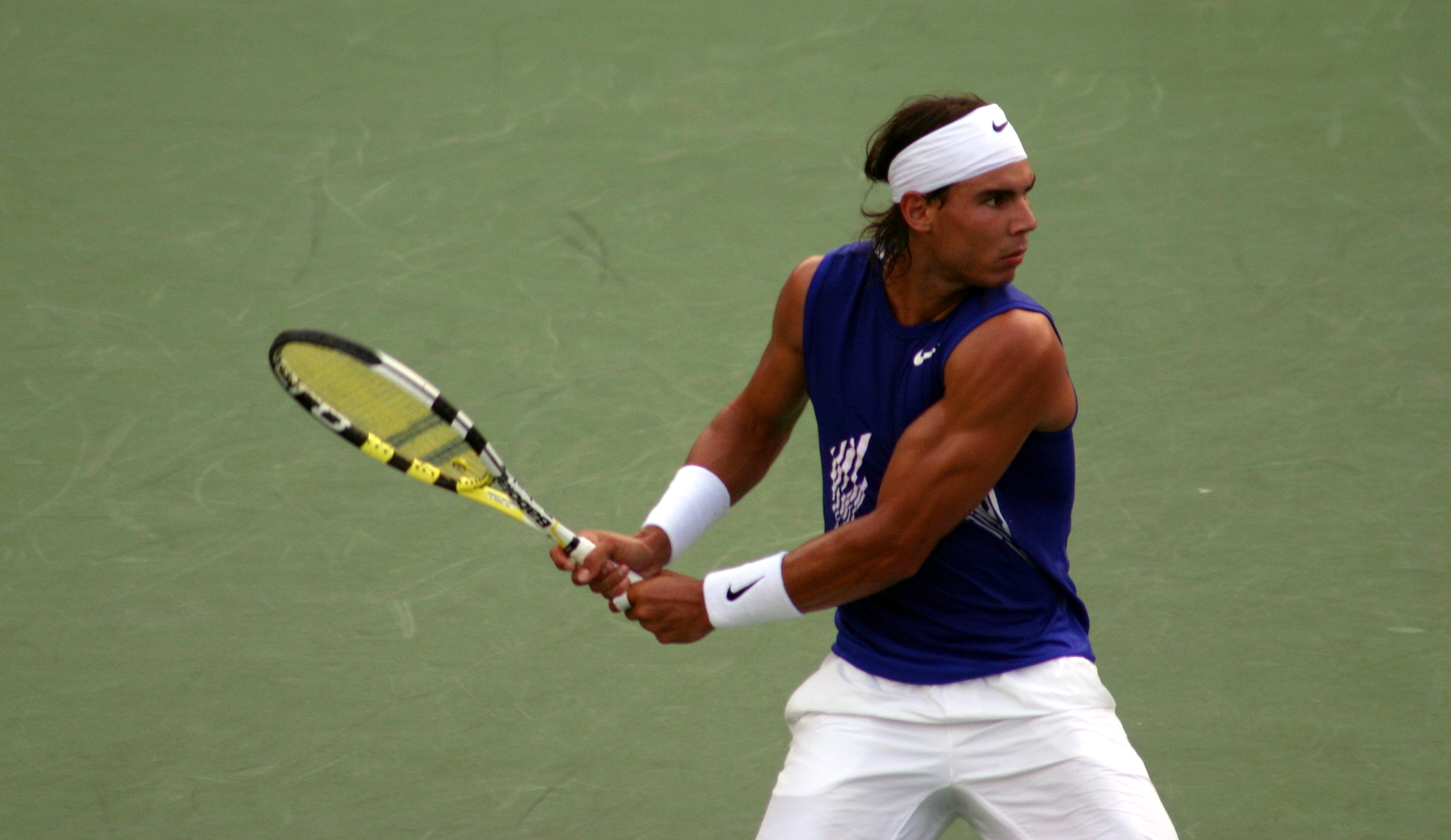
Rafael Nadal tại Cincinnati Masters 2008.

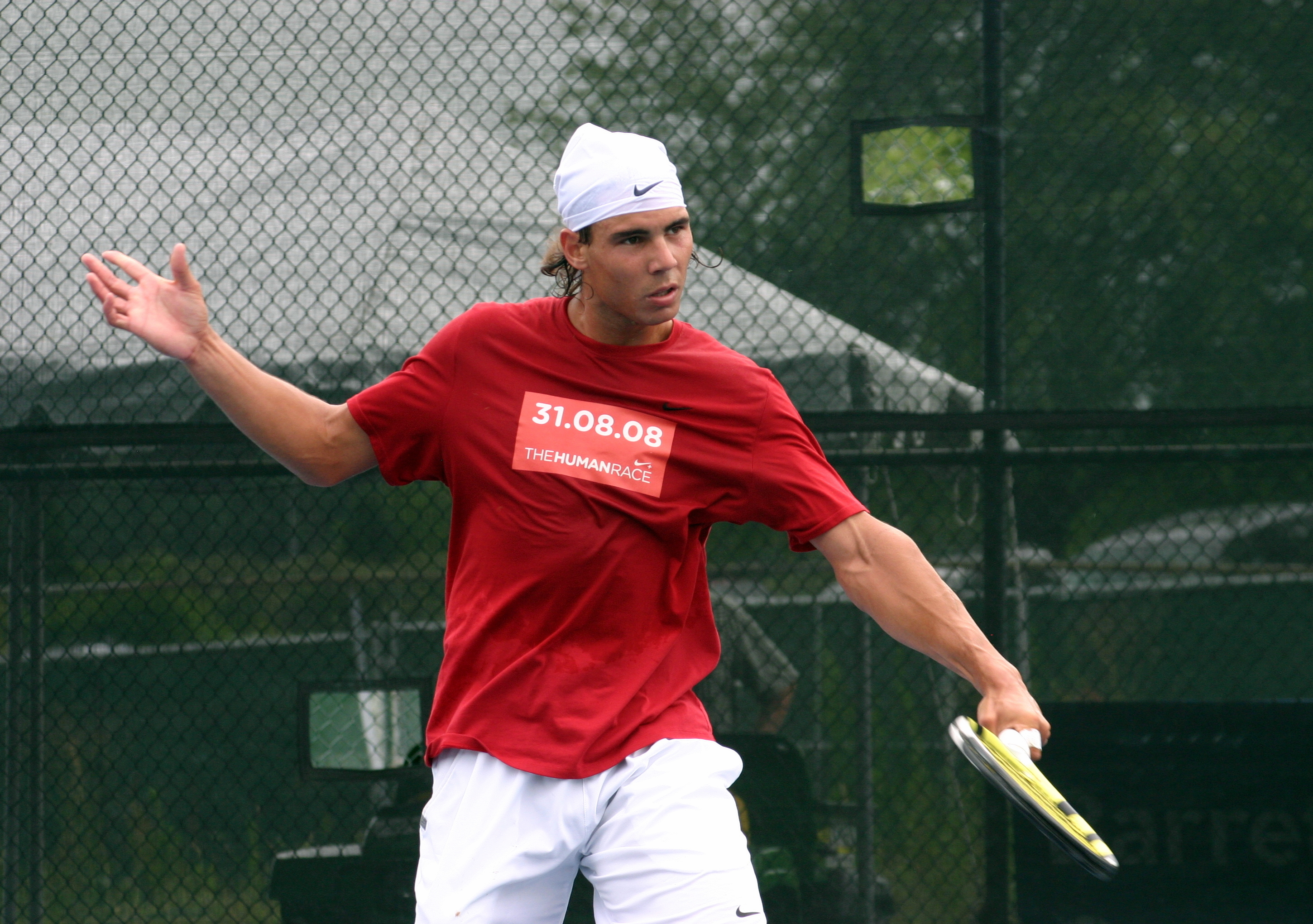
Rafael Nadal tập luyện tại giải Cincinnati Masters.

Tiếp theo, Nadal tham dự Cincinnati Masters, giải đấu Masters duy nhất mà anh chưa từng lọt vào trận chung kết. Anh đánh bại tay vợt người Pháp Florent Serra với chỉ để thua duy nhất một game và sau đó vượt qua cựu số 2 thế giới Tommy Haas với tỷ số 6–2, 7–6(1). Ở vòng tứ kết, Nadal đánh bại tay vợt người Ecuador Nicolás Lapentti sau hai set. Chuỗi trận thắng của Nadal kết thúc khi tay vợt số 3 thế giới Novak Djokovic đánh bại anh ở vòng bán kết, 6–1, 7–5.

#### Thế vận hội Mùa hè
Tại Thế vận hội Mùa hè 2008 ở Bắc Kinh, Nadal đánh bại Novak Djokovic của Serbia với tỷ số 6–4, 1–6, 6–4. Trong trận tranh huy chương vàng, anh đánh bại Fernando González của Chile sau ba set để giành huy chương vàng Olympic đầu tiên trong sự nghiệp. Nadal trở thành tay vợt nam đứng vị trí số 5 đầu tiên giành huy chương vàng.

#### Giải quần vợt Mỹ Mở rộng
Tại Giải quần vợt Mỹ Mở rộng, Nadal lần đầu tiên được đánh giá cao ở một giải Grand Slam khác ngoài Roland Garros. Anh đã không để thua một set nào trong ba vòng đầu tiên, khi dễ dàng thắng hai trận đầu và đánh bại Viktor Troicki ở vòng ba. Sau đó, anh vượt qua hai tay vợt chủ nhà Sam Querrey ở vòng 4 và Mardy Fish ở vòng tứ kết đều sau bốn set. Tuy nhiên, ở vòng bán kết, anh bị Andy Murray đánh bại với tỷ số 6–2, 7–6 (5), 4–6, 6–4.

### Mùa giải sân cứng cuối năm

#### Mutua Madrileña Masters Madrid
Tại giải Madrid Masters, Nadal thua trước tay vợt người Pháp Gilles Simon ở vòng bán kết với tỷ số 6–3, 5–7, 6–7(6–8). Tuy nhiên, với kết quả này, anh đã chắc chắn kết thúc năm với vị trí số 1 thế giới lần đầu tiên trong sự nghiệp.

#### BNP Paribas Masters
Tại giải BNP Paribas Masters ở Paris, Nadal vào vòng tứ kết, nơi anh đối đầu với tay vợt người Nga Nikolay Davydenko. Sau khi để thua set đầu với tỷ số 1–6, Nadal bỏ cuộc ở set hai do chấn thương đầu gối.
Nadal sau đó rút lui khỏi giải đấu cuối năm Tennis Masters Cup ở Thượng Hải vì chấn thương gân khoeo.

## Tất cả các trận đấu

### Đơn
| Giải đấu | Trận     | Vòng | Đối thủ                | Xếp hạng | Kết quả   | Tỷ số                              |
| Chennai Open Chennai, Ấn Độ ATP World Tour 250 Cứng, ngoài trời 31 tháng 12 năm 2007 – 6 tháng 1 năm 2008                            | 1 / 320  | V1   | Mathieu Montcourt      | 123      | Thắng     | 6–2, 6–4                           |
| Chennai Open Chennai, Ấn Độ ATP World Tour 250 Cứng, ngoài trời 31 tháng 12 năm 2007 – 6 tháng 1 năm 2008                            | 2 / 321  | V2   | Rajeev Ram             | 253      | Thắng     | 6–2, 6–1                           |
| Chennai Open Chennai, Ấn Độ ATP World Tour 250 Cứng, ngoài trời 31 tháng 12 năm 2007 – 6 tháng 1 năm 2008                            | 3 / 322  | TK   | Guillermo García López | 90       | Thắng     | 6–3, 6–2                           |
| Chennai Open Chennai, Ấn Độ ATP World Tour 250 Cứng, ngoài trời 31 tháng 12 năm 2007 – 6 tháng 1 năm 2008                            | 4 / 323  | BK   | Carlos Moyá            | 17       | Thắng     | 6–7(3–7), 7–6(10–8), 7–6(7–1)      |
| Chennai Open Chennai, Ấn Độ ATP World Tour 250 Cứng, ngoài trời 31 tháng 12 năm 2007 – 6 tháng 1 năm 2008                            | 5 / 324  | CK   | Mikhail Youzhny        | 19       | Thua (1)  | 0–6, 1–6                           |
| Giải quần vợt Úc Mở rộng Melbourne, Úc Grand Slam Cứng, ngoài trời 14–27 tháng 1 năm 2008                                            | 6 / 325  | V1   | Viktor Troicki         | 126      | Thắng     | 7–6(7–3), 6–3, 6–1                 |
| Giải quần vợt Úc Mở rộng Melbourne, Úc Grand Slam Cứng, ngoài trời 14–27 tháng 1 năm 2008                                            | 7 / 326  | V2   | Florent Serra          | 88       | Thắng     | 6–0, 6–2, 6–2                      |
| Giải quần vợt Úc Mở rộng Melbourne, Úc Grand Slam Cứng, ngoài trời 14–27 tháng 1 năm 2008                                            | 8 / 327  | V3   | Gilles Simon           | 33       | Thắng     | 7–5, 6–2, 6–3                      |
| Giải quần vợt Úc Mở rộng Melbourne, Úc Grand Slam Cứng, ngoài trời 14–27 tháng 1 năm 2008                                            | 9 / 328  | V4   | Paul-Henri Mathieu     | 25       | Thắng     | 6–4, 3–0 bỏ cuộc                   |
| Giải quần vợt Úc Mở rộng Melbourne, Úc Grand Slam Cứng, ngoài trời 14–27 tháng 1 năm 2008                                            | 10 / 329 | TK   | Jarkko Nieminen        | 26       | Thắng     | 7–5, 6–3, 6–1                      |
| Giải quần vợt Úc Mở rộng Melbourne, Úc Grand Slam Cứng, ngoài trời 14–27 tháng 1 năm 2008                                            | 11 / 330 | BK   | Jo-Wilfried Tsonga     | 38       | Thua      | 2–6, 3–6, 2–6                      |
| ABN AMRO World Tennis Tournament Rotterdam, Hà Lan ATP World Tour 500 Cứng, trong nhà 18–24 tháng 2 năm 2008                         | 12 / 331 | V1   | Dmitry Tursunov        | 33       | Thắng     | 6–4, 6–4                           |
| ABN AMRO World Tennis Tournament Rotterdam, Hà Lan ATP World Tour 500 Cứng, trong nhà 18–24 tháng 2 năm 2008                         | 13 / 332 | V2   | Andreas Seppi          | 42       | Thua      | 6–3, 3–6, 4–6                      |
| Barclays Dubai Tennis Championships Dubai, UAE ATP World Tour 500 Cứng, ngoài trời 3–9 tháng 3 năm 2008                              | 14 / 333 | V1   | Philipp Kohlschreiber  | 27       | Thắng     | 3–6, 6–1, 6–4                      |
| Barclays Dubai Tennis Championships Dubai, UAE ATP World Tour 500 Cứng, ngoài trời 3–9 tháng 3 năm 2008                              | 15 / 334 | V2   | Mikhail Ledovskikh     | 171      | Thắng     | 6–4, 6–0                           |
| Barclays Dubai Tennis Championships Dubai, UAE ATP World Tour 500 Cứng, ngoài trời 3–9 tháng 3 năm 2008                              | 16 / 335 | TK   | Andy Roddick           | 6        | Thua      | 6–7(5–7), 2–6                      |
| Pacific Life Open Indian Wells, Hoa Kỳ ATP World Tour Masters 1000 Cứng, ngoài trời 13–19 tháng 3 năm 2008                           | –        | V1   | Miễn                   | Miễn     | Miễn      | Miễn                               |
| Pacific Life Open Indian Wells, Hoa Kỳ ATP World Tour Masters 1000 Cứng, ngoài trời 13–19 tháng 3 năm 2008                           | 17 / 336 | V2   | Santiago Giraldo       | 141      | Thắng     | 6–3, 6–3                           |
| Pacific Life Open Indian Wells, Hoa Kỳ ATP World Tour Masters 1000 Cứng, ngoài trời 13–19 tháng 3 năm 2008                           | 18 / 337 | V3   | Donald Young           | 86       | Thắng     | 6–1, 6–3                           |
| Pacific Life Open Indian Wells, Hoa Kỳ ATP World Tour Masters 1000 Cứng, ngoài trời 13–19 tháng 3 năm 2008                           | 19 / 338 | V4   | Jo-Wilfried Tsonga     | 17       | Thắng     | 6–7(4–7), 7–6(7–5),7–5             |
| Pacific Life Open Indian Wells, Hoa Kỳ ATP World Tour Masters 1000 Cứng, ngoài trời 13–19 tháng 3 năm 2008                           | 20 / 339 | TK   | James Blake            | 9        | Thắng     | 7–5, 3–6, 6–3                      |
| Pacific Life Open Indian Wells, Hoa Kỳ ATP World Tour Masters 1000 Cứng, ngoài trời 13–19 tháng 3 năm 2008                           | 21 / 340 | BK   | Novak Djokovic         | 3        | Thua      | 3–6, 2–6                           |
| Sony Ericsson Open Miami, Hoa Kỳ ATP World Tour Masters 1000 Cứng, ngoài trời 27 tháng 3 – 9 tháng 4 năm 2008                        | –        | V1   | Miễn                   | Miễn     | Miễn      | Miễn                               |
| Sony Ericsson Open Miami, Hoa Kỳ ATP World Tour Masters 1000 Cứng, ngoài trời 27 tháng 3 – 9 tháng 4 năm 2008                        | 22 / 341 | V2   | Benjamin Becker        | 108      | Thắng     | 7–5, 6–2                           |
| Sony Ericsson Open Miami, Hoa Kỳ ATP World Tour Masters 1000 Cứng, ngoài trời 27 tháng 3 – 9 tháng 4 năm 2008                        | 23 / 342 | V3   | Nicolas Kiefer         | 51       | Thắng     | 6–2, 6–4                           |
| Sony Ericsson Open Miami, Hoa Kỳ ATP World Tour Masters 1000 Cứng, ngoài trời 27 tháng 3 – 9 tháng 4 năm 2008                        | 24 / 343 | V4   | Paul-Henri Mathieu     | 16       | Thắng     | 6–4, 6–4                           |
| Sony Ericsson Open Miami, Hoa Kỳ ATP World Tour Masters 1000 Cứng, ngoài trời 27 tháng 3 – 9 tháng 4 năm 2008                        | 25 / 344 | TK   | James Blake            | 9        | Thắng     | 3–6, 6–3, 6–1                      |
| Sony Ericsson Open Miami, Hoa Kỳ ATP World Tour Masters 1000 Cứng, ngoài trời 27 tháng 3 – 9 tháng 4 năm 2008                        | 26 / 345 | BK   | Tomáš Berdych          | 10       | Thắng     | 7–6(8–6), 6–2                      |
| Sony Ericsson Open Miami, Hoa Kỳ ATP World Tour Masters 1000 Cứng, ngoài trời 27 tháng 3 – 9 tháng 4 năm 2008                        | 27 / 346 | CK   | Nikolay Davydenko      | 4        | Thua (2)  | 4–6, 2–6                           |
| Davis Cup, Tứ kết Nhóm Thế giới: Đức vs. Tây Ban Nha Đức Davis Cup Cứng, trong nhà 11 tháng 4 năm 2008                               | 28 / 347 | TK   | Nicolas Kiefer         | 47       | Thắng     | 7–6(7–5), 6–0, 6–3                 |
| Monte-Carlo Rolex Masters Monte Carlo, Monaco ATP World Tour Masters 1000 Đất nện, ngoài trời 20–26 tháng 4 năm 2008                 | –        | V1   | Miễn                   | Miễn     | Miễn      | Miễn                               |
| Monte-Carlo Rolex Masters Monte Carlo, Monaco ATP World Tour Masters 1000 Đất nện, ngoài trời 20–26 tháng 4 năm 2008                 | 29 / 348 | V2   | Mario Ančić            | 55       | Thắng     | 6–0, 6–3                           |
| Monte-Carlo Rolex Masters Monte Carlo, Monaco ATP World Tour Masters 1000 Đất nện, ngoài trời 20–26 tháng 4 năm 2008                 | 30 / 349 | V3   | Juan Carlos Ferrero    | 24       | Thắng     | 6–4, 6–1                           |
| Monte-Carlo Rolex Masters Monte Carlo, Monaco ATP World Tour Masters 1000 Đất nện, ngoài trời 20–26 tháng 4 năm 2008                 | 31 / 350 | TK   | David Ferrer           | 5        | Thắng     | 6–1, 7–5                           |
| Monte-Carlo Rolex Masters Monte Carlo, Monaco ATP World Tour Masters 1000 Đất nện, ngoài trời 20–26 tháng 4 năm 2008                 | 32 / 351 | BK   | Nikolay Davydenko      | 4        | Thắng     | 6–3, 6–2                           |
| Monte-Carlo Rolex Masters Monte Carlo, Monaco ATP World Tour Masters 1000 Đất nện, ngoài trời 20–26 tháng 4 năm 2008                 | 33 / 352 | CK   | Roger Federer          | 1        | Thắng (1) | 7–5, 7–5                           |
| Open Sabadell Atlántico Barcelona Barcelona, Tây Ban Nha ATP World Tour 500 Đất nện, ngoài trời 28 tháng 4 – 4 tháng 5 năm 2008      | –        | V1   | Miễn                   | Miễn     | Miễn      | Miễn                               |
| Open Sabadell Atlántico Barcelona Barcelona, Tây Ban Nha ATP World Tour 500 Đất nện, ngoài trời 28 tháng 4 – 4 tháng 5 năm 2008      | 34 / 353 | V2   | Potito Starace         | 45       | Thắng     | 6–4, 6–2                           |
| Open Sabadell Atlántico Barcelona Barcelona, Tây Ban Nha ATP World Tour 500 Đất nện, ngoài trời 28 tháng 4 – 4 tháng 5 năm 2008      | 35 / 354 | V3   | Feliciano López        | 35       | Thắng     | 6–4, 6–3                           |
| Open Sabadell Atlántico Barcelona Barcelona, Tây Ban Nha ATP World Tour 500 Đất nện, ngoài trời 28 tháng 4 – 4 tháng 5 năm 2008      | 36 / 355 | TK   | Juan Ignacio Chela     | 37       | Thắng     | 6–4, 6–2                           |
| Open Sabadell Atlántico Barcelona Barcelona, Tây Ban Nha ATP World Tour 500 Đất nện, ngoài trời 28 tháng 4 – 4 tháng 5 năm 2008      | 37 / 356 | BK   | Denis Gremelmayr       | 85       | Thắng     | 6–1, 6–0                           |
| Open Sabadell Atlántico Barcelona Barcelona, Tây Ban Nha ATP World Tour 500 Đất nện, ngoài trời 28 tháng 4 – 4 tháng 5 năm 2008      | 38 / 357 | CK   | David Ferrer           | 5        | Thắng (2) | 6–1, 4–6, 6–1                      |
| Internazionali BNL d'Italia Rome, Ý ATP World Tour Masters 1000 Đất nện, ngoài trời 5–11 tháng 5 năm 2008                            | –        | V1   | Miễn                   | Miễn     | Miễn      | Miễn                               |
| Internazionali BNL d'Italia Rome, Ý ATP World Tour Masters 1000 Đất nện, ngoài trời 5–11 tháng 5 năm 2008                            | 39 / 358 | V2   | Juan Carlos Ferrero    | 23       | Thua      | 5–7, 1–6                           |
| Masters Series Hamburg Hamburg, Đức ATP World Tour Masters 1000 Đất nện, ngoài trời 11–17 tháng 5 năm 2008                           | –        | V1   | Miễn                   | Miễn     | Miễn      | Miễn                               |
| Masters Series Hamburg Hamburg, Đức ATP World Tour Masters 1000 Đất nện, ngoài trời 11–17 tháng 5 năm 2008                           | 40 / 359 | V2   | Potito Starace         | 45       | Thắng     | 6–4, 7–6(8–6)                      |
| Masters Series Hamburg Hamburg, Đức ATP World Tour Masters 1000 Đất nện, ngoài trời 11–17 tháng 5 năm 2008                           | 41 / 360 | V3   | Andy Murray            | 14       | Thắng     | 6–3, 6–2                           |
| Masters Series Hamburg Hamburg, Đức ATP World Tour Masters 1000 Đất nện, ngoài trời 11–17 tháng 5 năm 2008                           | 42 / 361 | TK   | Carlos Moyá            | 12       | Thắng     | 6–1, 6–3                           |
| Masters Series Hamburg Hamburg, Đức ATP World Tour Masters 1000 Đất nện, ngoài trời 11–17 tháng 5 năm 2008                           | 43 / 362 | BK   | Novak Djokovic         | 3        | Thắng     | 7–5, 2–6, 6–2                      |
| Masters Series Hamburg Hamburg, Đức ATP World Tour Masters 1000 Đất nện, ngoài trời 11–17 tháng 5 năm 2008                           | 44 / 363 | CK   | Roger Federer          | 1        | Thắng (3) | 7–5, 6–7(3–7), 6–3                 |
| Giải quần vợt Pháp Mở rộng Paris, Pháp Grand Slam Đất nện, ngoài trời 25 tháng 5 – 7 tháng 6 năm 2008                                | 45 / 364 | V1   | Thomaz Bellucci        | 76       | Thắng     | 7–5, 6–3, 6–1                      |
| Giải quần vợt Pháp Mở rộng Paris, Pháp Grand Slam Đất nện, ngoài trời 25 tháng 5 – 7 tháng 6 năm 2008                                | 46 / 365 | V2   | Nicolas Devilder       | 148      | Thắng     | 6–4, 6–0, 6–1                      |
| Giải quần vợt Pháp Mở rộng Paris, Pháp Grand Slam Đất nện, ngoài trời 25 tháng 5 – 7 tháng 6 năm 2008                                | 47 / 366 | V3   | Jarkko Nieminen        | 26       | Thắng     | 6–1, 6–3, 6–1                      |
| Giải quần vợt Pháp Mở rộng Paris, Pháp Grand Slam Đất nện, ngoài trời 25 tháng 5 – 7 tháng 6 năm 2008                                | 48 / 367 | V4   | Fernando Verdasco      | 23       | Thắng     | 6–1, 6–0, 6–2                      |
| Giải quần vợt Pháp Mở rộng Paris, Pháp Grand Slam Đất nện, ngoài trời 25 tháng 5 – 7 tháng 6 năm 2008                                | 49 / 368 | TK   | Nicolás Almagro        | 20       | Thắng     | 6–1, 6–1, 6–1                      |
| Giải quần vợt Pháp Mở rộng Paris, Pháp Grand Slam Đất nện, ngoài trời 25 tháng 5 – 7 tháng 6 năm 2008                                | 50 / 369 | BK   | Novak Djokovic         | 3        | Thắng     | 6–4, 6–2, 7–6(7–4)                 |
| Giải quần vợt Pháp Mở rộng Paris, Pháp Grand Slam Đất nện, ngoài trời 25 tháng 5 – 7 tháng 6 năm 2008                                | 51 / 370 | CK   | Roger Federer          | 1        | Thắng (4) | 6–1, 6–3, 6–0                      |
| Artois Championships Luân Đôn, Vương quốc Liên hiệp Anh và Bắc Ireland ATP World Tour 250 Cỏ, ngoài trời 9–15 tháng 6 năm 2008       | –        | V1   | Miễn                   | Miễn     | Miễn      | Miễn                               |
| Artois Championships Luân Đôn, Vương quốc Liên hiệp Anh và Bắc Ireland ATP World Tour 250 Cỏ, ngoài trời 9–15 tháng 6 năm 2008       | 52 / 371 | V2   | Jonas Björkman         | 102      | Thắng     | 6–2, 6–2                           |
| Artois Championships Luân Đôn, Vương quốc Liên hiệp Anh và Bắc Ireland ATP World Tour 250 Cỏ, ngoài trời 9–15 tháng 6 năm 2008       | 53 / 372 | V3   | Kei Nishikori          | 113      | Thắng     | 6–4, 3–6, 6–3                      |
| Artois Championships Luân Đôn, Vương quốc Liên hiệp Anh và Bắc Ireland ATP World Tour 250 Cỏ, ngoài trời 9–15 tháng 6 năm 2008       | 54 / 373 | TK   | Ivo Karlović           | 22       | Thắng     | 6–7(5–7), 7–6(7–5), 7–6(7–4)       |
| Artois Championships Luân Đôn, Vương quốc Liên hiệp Anh và Bắc Ireland ATP World Tour 250 Cỏ, ngoài trời 9–15 tháng 6 năm 2008       | 55 / 374 | BK   | Andy Roddick           | 6        | Thắng     | 7–5, 6–4                           |
| Artois Championships Luân Đôn, Vương quốc Liên hiệp Anh và Bắc Ireland ATP World Tour 250 Cỏ, ngoài trời 9–15 tháng 6 năm 2008       | 56 / 375 | CK   | Novak Djokovic         | 3        | Thắng (5) | 7–6(8–6), 7–5                      |
| Giải quần vợt Wimbledon Wimbledon, Vương quốc Liên hiệp Anh và Bắc Ireland Grand Slam Cỏ, ngoài trời 23 tháng 6 – 6 tháng 7 năm 2008 | 57 / 376 | V1   | Andreas Beck           | 122      | Thắng     | 6–4, 6–4, 7–6(7–0)                 |
| Giải quần vợt Wimbledon Wimbledon, Vương quốc Liên hiệp Anh và Bắc Ireland Grand Slam Cỏ, ngoài trời 23 tháng 6 – 6 tháng 7 năm 2008 | 58 / 377 | V2   | Ernests Gulbis         | 48       | Thắng     | 5–7, 6–2, 7–6(7–2), 6–3            |
| Giải quần vợt Wimbledon Wimbledon, Vương quốc Liên hiệp Anh và Bắc Ireland Grand Slam Cỏ, ngoài trời 23 tháng 6 – 6 tháng 7 năm 2008 | 59 / 378 | V3   | Nicolas Kiefer         | 32       | Thắng     | 7–6(7–3), 6–2, 6–3                 |
| Giải quần vợt Wimbledon Wimbledon, Vương quốc Liên hiệp Anh và Bắc Ireland Grand Slam Cỏ, ngoài trời 23 tháng 6 – 6 tháng 7 năm 2008 | 60 / 379 | V4   | Mikhail Youzhny        | 17       | Thắng     | 6–3, 6–3, 6–1                      |
| Giải quần vợt Wimbledon Wimbledon, Vương quốc Liên hiệp Anh và Bắc Ireland Grand Slam Cỏ, ngoài trời 23 tháng 6 – 6 tháng 7 năm 2008 | 61 / 380 | TK   | Andy Murray            | 11       | Thắng     | 6–3, 6–2, 6–4                      |
| Giải quần vợt Wimbledon Wimbledon, Vương quốc Liên hiệp Anh và Bắc Ireland Grand Slam Cỏ, ngoài trời 23 tháng 6 – 6 tháng 7 năm 2008 | 62 / 381 | BK   | Rainer Schüttler       | 94       | Thắng     | 6–1, 7–6(7–3), 6–4                 |
| Giải quần vợt Wimbledon Wimbledon, Vương quốc Liên hiệp Anh và Bắc Ireland Grand Slam Cỏ, ngoài trời 23 tháng 6 – 6 tháng 7 năm 2008 | 63 / 382 | CK   | Roger Federer          | 1        | Thắng (6) | 6–4, 6–4, 6–7(5–7), 6–7(8–10), 9–7 |
| Rogers Cup Toronto, Canada ATP World Tour Masters 1000 Cứng, ngoài trời 21–27 tháng 7 năm 2008                                       | –        | V1   | Miễn                   | Miễn     | Miễn      | Miễn                               |
| Rogers Cup Toronto, Canada ATP World Tour Masters 1000 Cứng, ngoài trời 21–27 tháng 7 năm 2008                                       | 64 / 383 | V2   | Jesse Levine           | 123      | Thắng     | 6–4, 6–2                           |
| Rogers Cup Toronto, Canada ATP World Tour Masters 1000 Cứng, ngoài trời 21–27 tháng 7 năm 2008                                       | 65 / 384 | V3   | Igor Andreev           | 26       | Thắng     | 6–2, 7–6(7–1)                      |
| Rogers Cup Toronto, Canada ATP World Tour Masters 1000 Cứng, ngoài trời 21–27 tháng 7 năm 2008                                       | 66 / 385 | TK   | Richard Gasquet        | 12       | Thắng     | 6–7(12–14), 6–2, 6–1               |
| Rogers Cup Toronto, Canada ATP World Tour Masters 1000 Cứng, ngoài trời 21–27 tháng 7 năm 2008                                       | 67 / 386 | BK   | Andy Murray            | 9        | Thắng     | 7–6(7–2), 6–3                      |
| Rogers Cup Toronto, Canada ATP World Tour Masters 1000 Cứng, ngoài trời 21–27 tháng 7 năm 2008                                       | 68 / 387 | CK   | Nicolas Kiefer         | 37       | Thắng (7) | 6–3, 6–2                           |
| Western & Southern Open Ohio, Hoa Kỳ ATP World Tour Masters 1000 Cứng, ngoài trời 28 tháng 7 – 3 tháng 8 năm 2008                    | –        | V1   | Miễn                   | Miễn     | Miễn      | Miễn                               |
| Western & Southern Open Ohio, Hoa Kỳ ATP World Tour Masters 1000 Cứng, ngoài trời 28 tháng 7 – 3 tháng 8 năm 2008                    | 69 / 388 | V2   | Florent Serra          | 84       | Thắng     | 6–0, 6–1                           |
| Western & Southern Open Ohio, Hoa Kỳ ATP World Tour Masters 1000 Cứng, ngoài trời 28 tháng 7 – 3 tháng 8 năm 2008                    | 70 / 389 | V3   | Tommy Haas             | 42       | Thắng     | 6–4, 7–6(7–0)                      |
| Western & Southern Open Ohio, Hoa Kỳ ATP World Tour Masters 1000 Cứng, ngoài trời 28 tháng 7 – 3 tháng 8 năm 2008                    | 71 / 390 | TK   | Nicolás Lapentti       | 89       | Thắng     | 7–6(7–3), 6–1                      |
| Western & Southern Open Ohio, Hoa Kỳ ATP World Tour Masters 1000 Cứng, ngoài trời 28 tháng 7 – 3 tháng 8 năm 2008                    | 72 / 391 | BK   | Novak Djokovic         | 3        | Thua      | 1–6, 5–7                           |
| Thế vận hội Mùa hè Bắc Kinh, Trung Quốc Cứng, ngoài trời 11–17 tháng 8 năm 2008                                                      | 73 / 392 | V1   | Potito Starace         | 74       | Thắng     | 6–2, 3–6, 6–2                      |
| Thế vận hội Mùa hè Bắc Kinh, Trung Quốc Cứng, ngoài trời 11–17 tháng 8 năm 2008                                                      | 74 / 393 | V2   | Lleyton Hewitt         | 38       | Thắng     | 6–1, 6–2                           |
| Thế vận hội Mùa hè Bắc Kinh, Trung Quốc Cứng, ngoài trời 11–17 tháng 8 năm 2008                                                      | 75 / 394 | V3   | Igor Andreev           | 23       | Thắng     | 6–4, 6–2                           |
| Thế vận hội Mùa hè Bắc Kinh, Trung Quốc Cứng, ngoài trời 11–17 tháng 8 năm 2008                                                      | 76 / 395 | TK   | Jürgen Melzer          | 51       | Thắng     | 6–0, 6–4                           |
| Thế vận hội Mùa hè Bắc Kinh, Trung Quốc Cứng, ngoài trời 11–17 tháng 8 năm 2008                                                      | 77 / 396 | BK   | Novak Djokovic         | 3        | Thắng     | 6–4, 1–6, 6–4                      |
| Thế vận hội Mùa hè Bắc Kinh, Trung Quốc Cứng, ngoài trời 11–17 tháng 8 năm 2008                                                      | 78 / 397 | CK   | Fernando González      | 15       | Thắng (8) | 6–3, 7–6(7–2), 6–3                 |
| Giải quần vợt Mỹ Mở rộng New York, Hoa Kỳ Grand Slam Cứng, ngoài trời 25 tháng 8 – 7 tháng 9 năm 2008                                | 79 / 398 | V1   | Björn Phau             | 136      | Thắng     | 7–6(7–4), 6–3, 7–6(7–4)            |
| Giải quần vợt Mỹ Mở rộng New York, Hoa Kỳ Grand Slam Cứng, ngoài trời 25 tháng 8 – 7 tháng 9 năm 2008                                | 80 / 399 | V2   | Ryler DeHeart          | 261      | Thắng     | 6–1, 6–2, 6–4                      |
| Giải quần vợt Mỹ Mở rộng New York, Hoa Kỳ Grand Slam Cứng, ngoài trời 25 tháng 8 – 7 tháng 9 năm 2008                                | 81 / 400 | V3   | Viktor Troicki         | 71       | Thắng     | 6–4, 6–3, 6–0                      |
| Giải quần vợt Mỹ Mở rộng New York, Hoa Kỳ Grand Slam Cứng, ngoài trời 25 tháng 8 – 7 tháng 9 năm 2008                                | 82 / 401 | V4   | Sam Querrey            | 55       | Thắng     | 6–2, 5–7, 7–6(7–2), 6–3            |
| Giải quần vợt Mỹ Mở rộng New York, Hoa Kỳ Grand Slam Cứng, ngoài trời 25 tháng 8 – 7 tháng 9 năm 2008                                | 83 / 402 | TK   | Mardy Fish             | 35       | Thắng     | 3–6, 6–1, 6–4, 6–2                 |
| Giải quần vợt Mỹ Mở rộng New York, Hoa Kỳ Grand Slam Cứng, ngoài trời 25 tháng 8 – 7 tháng 9 năm 2008                                | 84 / 403 | BK   | Andy Murray            | 6        | Thua      | 2–6, 6–7(5–7), 6–4, 4–6            |
| Davis Cup, Bán kết Nhóm Thế giới: Hoa Kỳ vs. Tây Ban Nha Tây Ban Nha Davis Cup Đất nện, ngoài trời 19–21 tháng 9 năm 2008            | 85 / 404 | BK   | Sam Querrey            | 39       | Thắng     | 6–7(5–7), 6–4, 6–3, 6–4            |
| Davis Cup, Bán kết Nhóm Thế giới: Hoa Kỳ vs. Tây Ban Nha Tây Ban Nha Davis Cup Đất nện, ngoài trời 19–21 tháng 9 năm 2008            | 86 / 405 | BK   | Andy Roddick           | 8        | Thắng     | 6–4, 6–0, 6–4                      |
| Mutua Madrileña Masters Madrid Madrid, Tây Ban Nha ATP World Tour Masters 1000 Cứng, trong nhà 12–18 tháng 10 năm 2008               | –        | V1   | Miễn                   | Miễn     | Miễn      | Miễn                               |
| Mutua Madrileña Masters Madrid Madrid, Tây Ban Nha ATP World Tour Masters 1000 Cứng, trong nhà 12–18 tháng 10 năm 2008               | 87 / 406 | V2   | Ernests Gulbis         | 54       | Thắng     | 7–5, 3–6, 6–3                      |
| Mutua Madrileña Masters Madrid Madrid, Tây Ban Nha ATP World Tour Masters 1000 Cứng, trong nhà 12–18 tháng 10 năm 2008               | 88 / 407 | V3   | Richard Gasquet        | 14       | Thắng     | 6–4, 6–2                           |
| Mutua Madrileña Masters Madrid Madrid, Tây Ban Nha ATP World Tour Masters 1000 Cứng, trong nhà 12–18 tháng 10 năm 2008               | 89 / 408 | TK   | Feliciano López        | 40       | Thắng     | 6–4, 6–4                           |
| Mutua Madrileña Masters Madrid Madrid, Tây Ban Nha ATP World Tour Masters 1000 Cứng, trong nhà 12–18 tháng 10 năm 2008               | 90 / 409 | BK   | Gilles Simon           | 16       | Thua      | 6–3, 5–7, 6–7(6–8)                 |
| BNP Paribas Open Paris, Pháp ATP World Tour Masters 1000 Cứng, trong nhà 26 tháng 10 – 2 tháng 11 năm 2008                           | –        | V1   | Miễn                   | Miễn     | Miễn      | Miễn                               |
| BNP Paribas Open Paris, Pháp ATP World Tour Masters 1000 Cứng, trong nhà 26 tháng 10 – 2 tháng 11 năm 2008                           | 91 / 410 | V2   | Florent Serra          | 63       | Thắng     | 6–2, 6–4                           |
| BNP Paribas Open Paris, Pháp ATP World Tour Masters 1000 Cứng, trong nhà 26 tháng 10 – 2 tháng 11 năm 2008                           | 92 / 411 | V3   | Gaël Monfils           | 16       | Thắng     | 6–3, 6–2                           |
| BNP Paribas Open Paris, Pháp ATP World Tour Masters 1000 Cứng, trong nhà 26 tháng 10 – 2 tháng 11 năm 2008                           | 93 / 412 | TK   | Nikolay Davydenko      | 6        | Thua      | 1–6 RET                            |

### Đôi
| Giải đấu | Trận     | Vòng | Đối thủ                                | Xếp hạng | Kết quả   | Tỷ số                 |
| Chennai Open Chennai, Ấn Độ ATP World Tour 250 Cứng, ngoài trời 31 tháng 12 năm 2007 – 6 tháng 1 năm 2008 Đồng đội: Bartolomé Salvá Vidal             | 1 / 97   | V1   | Marcos Baghdatis Marc Gicquel          | 106 148  | Thua      | 4–6, 4–6              |
| ABN AMRO World Tennis Tournament Rotterdam, Hà Lan ATP World Tour 500 Cứng, trong nhà 18–24 tháng 2 năm 2008 Đồng đội: Tommy Robredo                  | 2 / 98   | V1   | Feliciano López Fernando Verdasco      | 124 115  | Thắng     | 7–6(7–2), 7–5         |
| ABN AMRO World Tennis Tournament Rotterdam, Hà Lan ATP World Tour 500 Cứng, trong nhà 18–24 tháng 2 năm 2008 Đồng đội: Tommy Robredo                  | –        | V2   | Simon Aspelin Julian Knowle            | 8 6      | Thua      | W/O                   |
| Barclays Dubai Tennis Championships Dubai, UAE ATP World Tour 500 Cứng, ngoài trời 3–9 tháng 3 năm 2008 Đồng đội: Feliciano López                     | 3 / 99   | V1   | Jeff Coetzee Wesley Moodie             | 24 32    | Thắng     | 6–4, 7–6(7–5)         |
| Barclays Dubai Tennis Championships Dubai, UAE ATP World Tour 500 Cứng, ngoài trời 3–9 tháng 3 năm 2008 Đồng đội: Feliciano López                     | 4 / 100  | V2   | Mahesh Bhupathi Mark Knowles           | 18 3     | Thua      | 1–6, 1–6              |
| Pacific Life Open Indian Wells, Hoa Kỳ ATP World Tour Masters 1000 Cứng, ngoài trời 13–19 tháng 3 năm 2008 Đồng đội: David Ferrer                     | 5 / 101  | V1   | Paul Hanley Leander Paes               | 15 18    | Thua      | 3–6, 4–6              |
| Sony Ericsson Open Miami, Hoa Kỳ ATP World Tour Masters 1000 Cứng, ngoài trời 27 tháng 3 – 9 tháng 4 năm 2008 Đồng đội: Tommy Robredo                 | 6 / 102  | V1   | Bob Bryan Mike Bryan                   | 1 1      | Thua      | 6–7(5–7), 6–3, (5–10) |
| Monte-Carlo Rolex Masters Monte Carlo, Monaco ATP World Tour Masters 1000 Đất nện, ngoài trời 20–26 tháng 4 năm 2008 Đồng đội: Tommy Robredo          | 7 / 103  | V1   | Guillaume Couillard Jean-Rene Lisnard  | 1017 304 | Thắng     | 6–2, 6–1              |
| Monte-Carlo Rolex Masters Monte Carlo, Monaco ATP World Tour Masters 1000 Đất nện, ngoài trời 20–26 tháng 4 năm 2008 Đồng đội: Tommy Robredo          | 8 / 104  | V2   | Daniel Nestor Nenad Zimonjić           | 4 8      | Thắng     | 5–7, 6–3, (10–3)      |
| Monte-Carlo Rolex Masters Monte Carlo, Monaco ATP World Tour Masters 1000 Đất nện, ngoài trời 20–26 tháng 4 năm 2008 Đồng đội: Tommy Robredo          | 9 / 105  | TK   | František Čermák Philipp Kohlschreiber | 31 65    | Thắng     | 6–7(5–7), 6–1, (10–3) |
| Monte-Carlo Rolex Masters Monte Carlo, Monaco ATP World Tour Masters 1000 Đất nện, ngoài trời 20–26 tháng 4 năm 2008 Đồng đội: Tommy Robredo          | 10 / 106 | BK   | Jonas Björkman Kevin Ullyett           | 23 16    | Thắng     | 5–7, 7–6(8–6), (10–7) |
| Monte-Carlo Rolex Masters Monte Carlo, Monaco ATP World Tour Masters 1000 Đất nện, ngoài trời 20–26 tháng 4 năm 2008 Đồng đội: Tommy Robredo          | 11 / 107 | CK   | Mahesh Bhupathi Mark Knowles           | 13 3     | Thắng (1) | 6–3, 6–3              |
| Artois Championships Luân Đôn, Vương quốc Liên hiệp Anh và Bắc Ireland ATP World Tour 250 Cỏ, ngoài trời 9–15 tháng 6 năm 2008 Đồng đội: Mariano Hood | 12 / 108 | V1   | Fernando González Nicolás Lapentti     | 115 191  | Thua      | 6–7(4–7), 5–7         |
| Rogers Cup Toronto, Canada ATP World Tour Masters 1000 Cứng, ngoài trời 21–27 tháng 7 năm 2008 Đồng đội: Tommy Robredo                                | 13 / 109 | V1   | Igor Andreev Nikolay Davydenko         | 426 302  | Thua      | 6–3, 3–6, (7–10)      |
| Thế vận hội Mùa hè Bắc Kinh, Trung Quốc Cứng, ngoài trời 11–17 tháng 8 năm 2008 Đồng đội: Tommy Robredo                                               | 14 / 110 | V1   | Jonas Björkman Robin Söderling         | 11 156   | Thắng     | 6–3, 6–3              |
| Thế vận hội Mùa hè Bắc Kinh, Trung Quốc Cứng, ngoài trời 11–17 tháng 8 năm 2008 Đồng đội: Tommy Robredo                                               | 15 / 111 | V2   | Chris Guccione Lleyton Hewitt          | 253 634  | Thua      | 2–6, 6–7(5–7)         |
| Mutua Madrileña Masters Madrid Madrid, Tây Ban Nha ATP World Tour Masters 1000 Cứng, trong nhà 12–18 tháng 10 năm 2008 Đồng đội: Carlos Moyá          | 16 / 112 | V1   | James Blake Mardy Fish                 | 128 82   | Thắng     | 4–6, 7–6(7–5), (10–5) |
| Mutua Madrileña Masters Madrid Madrid, Tây Ban Nha ATP World Tour Masters 1000 Cứng, trong nhà 12–18 tháng 10 năm 2008 Đồng đội: Carlos Moyá          | –        | V2   | Mahesh Bhupathi Mark Knowles           | 11 5     | Thua      | W/O                   |
| BNP Paribas Masters 2008 Paris, Pháp ATP World Tour Masters 1000 Cứng, trong nhà 26 tháng 10 – 2 tháng 11 năm 2008 Đồng đội: Juan Mónaco              | 17 / 113 | V1   | Paul-Henri Mathieu Nicolas Mahut       | 109 80   | Thắng     | 6–2, 6–4              |
| BNP Paribas Masters 2008 Paris, Pháp ATP World Tour Masters 1000 Cứng, trong nhà 26 tháng 10 – 2 tháng 11 năm 2008 Đồng đội: Juan Mónaco              | 18 / 114 | V2   | Mahesh Bhupathi Mark Knowles           | 7 5      | Thắng     | 6–4, 6–2              |
| BNP Paribas Masters 2008 Paris, Pháp ATP World Tour Masters 1000 Cứng, trong nhà 26 tháng 10 – 2 tháng 11 năm 2008 Đồng đội: Juan Mónaco              | –        | TK   | Jeff Coetzee Wesley Moodie             | 13 15    | Thua      | W/O                   |